# Ignacy Półćwiartek
Ignacy Półćwiartek (ur. 30 grudnia 1947 w Przychojcu) – polski polityk, działacz organizacji rolniczych, poseł na Sejm II kadencji.

## Życiorys
Ukończył w 1965 zasadniczą szkołę rolniczą w Zarzeczu. W wyborach parlamentarnych w 1991 kandydował do Sejmu z listy Polskiego Stronnictwa Ludowego. W latach 1993–1997 sprawował mandat posła na Sejm II kadencji wybranego z listy PSL w okręgu rzeszowskim. Zasiadał w Komisji Systemu Gospodarczego i Przemysłu, Komisji Polityki Społecznej oraz Komisji Ustawodawczej. Kandydował później w wyborach w 2001, nie uzyskując mandatu.
Działacz PSL w województwie podkarpackim. Wybierany na przewodniczącego regionalnych struktur Krajowego Związku Rolników, Kółek i Organizacji Rolniczych.
W 2000 otrzymał Krzyż Kawalerski Orderu Odrodzenia Polski.